# 哈桑·谢赫·马哈茂德
哈桑·谢赫·马哈茂德（阿拉伯语：‎，1955年11月29日—），索马里政治家。2012年9月10日首次的聯邦政府總統大選中当选，是首任間接民選的索馬利亞聯邦總統，六日后正式就职。马哈茂德原是一名大学教授和院长。2011年他创建和平与发展党(PDP)，并任主席。2013年他名列美国《时代》杂志的时代百大人物中的世界最有影响的100人中之一。他在索马里努力推进民族和解、反腐败措施和改革社会经济和安全部门，被认为是人们选择他的原因。
儘管馬哈默德貪瀆醜聞纏身，但其仍參選2016年的間接選舉尋求連任。

## 生平
马哈茂德1955年出生于索马里希兰地区中部的一个农业小镇贾拉拉克西（Jalalaqsi），他属于阿布加爾分支部族的哈維耶族（Hawiye），来自一个中产阶级家庭。在当地读完中小学后，1978年他前往首都摩加迪沙入读国立大学，三年后获得了技术本科文凭。
1986年马哈茂德留学印度的博帕尔大学（今巴卡图拉大学），1988年获得技术教育硕士学位。此后他在中学当教师，1984年进入索马里国立大学附属技术教师培训学院，1986年成为部门的主管.
1990年代索马里内战爆发，马哈茂德为各种非政府组织（NGO）、联合国部门充当顾问，开发和平与发展项目。1993年到1995年他担任联合国儿童基金会在中部和南部地区的教育官员。1999年，他参与创建首都的索马里管理和行政学院（SIMAD），该机构随后发展成SIMAD大学，马哈茂德担任院长直到2010年。
次年，马哈茂德创建和平与发展党（PDP），参与政治活动。2011年4月该党成员一致推选他作为党主席。2012年8月，马哈茂德被选为新成立的索马里联邦议会议员（MP）。除了学术与行政的工作外，他也是一个成功的企业家。
马哈茂德和索马里的穆斯林兄弟会关系密切。他与这些组织一起协助举办各种慈善活动，包括小学和中学的建设，以及大学设施，并在全国地区开办研究医院。网络上也为许多学生提供奖学金，资助他们上更高的研究和教育机构。

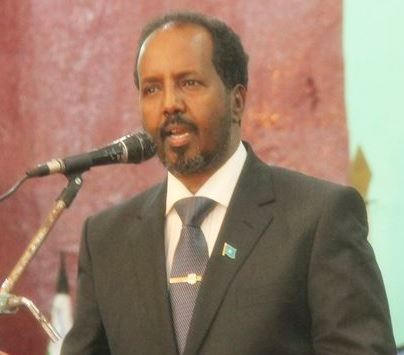
2012年9月马哈茂德在他的总统就职典礼上

2012年9月10日的索马里总统选举中，在第一轮投票后，前总统谢里夫·谢赫·艾哈迈德以64票领先，马哈茂德60票紧随其后，总理阿卜迪韦利·穆罕默德·阿里32票位居第三。在最后一轮马哈茂德获得压倒性胜利，以190票对79票击败艾哈迈德当选总统。9月16日，马哈茂德在外国领导人和政要的观礼下正式就任总统。联合国索马里特使Mahiga形容那一刻是“新时代”的国家的开始以及过渡时期的结束。但索马里并未和平宁静，马哈茂德总统多次遭到恐怖袭击。
馬哈默德將於2016年的總統大選與18位競爭者角逐連任的位置。2022年5月15日，马哈茂德击败时任总统穆罕默德·阿卜杜拉·穆罕默德，第二次赢得总统大选。

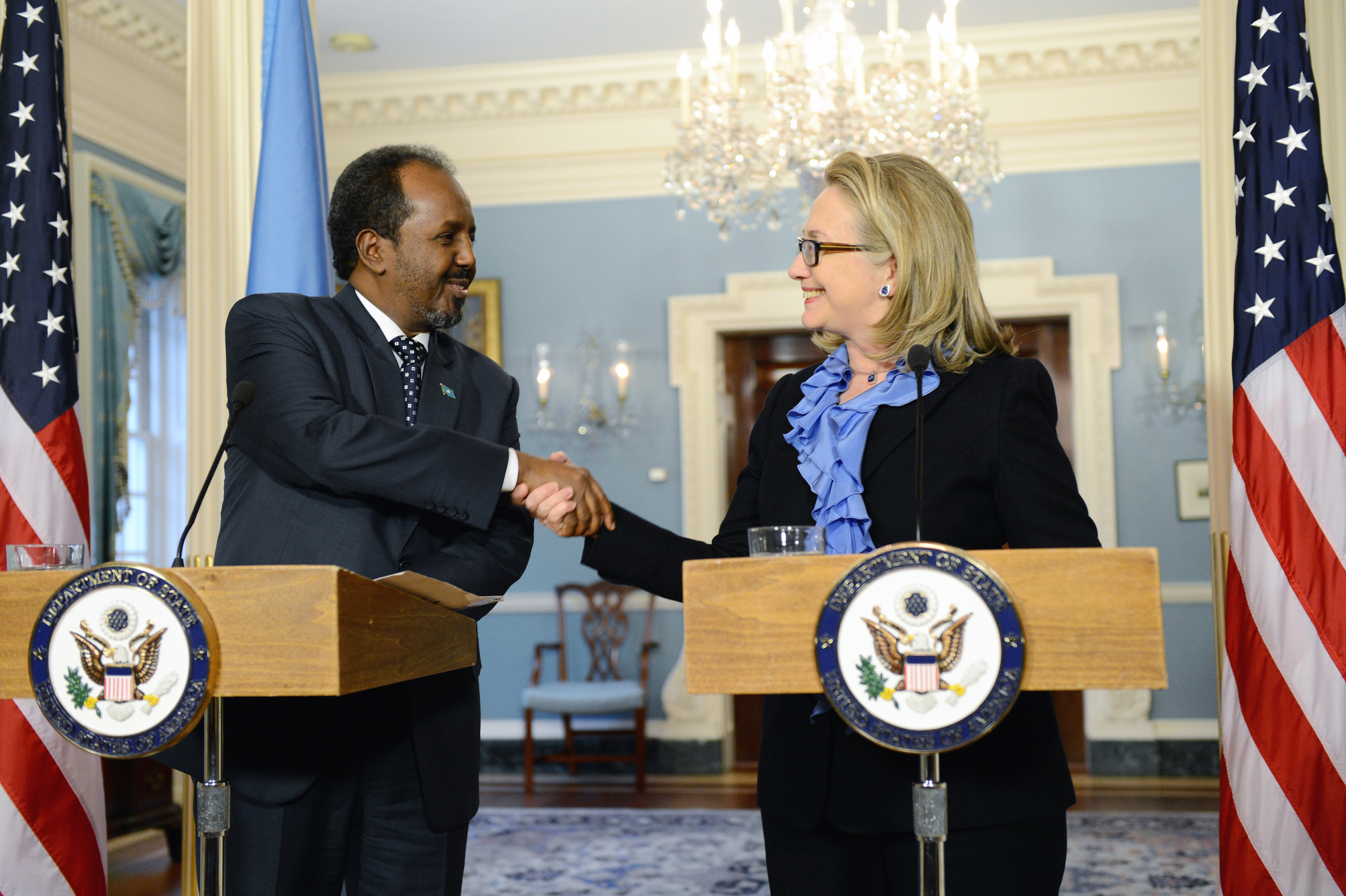
马哈茂德总统与美国国务卿希拉里·克林顿在国务院(2013年1月).

马哈茂德已婚，有孩子，精通索马里语和英语。